# Державний лад Ірану
Іран — ісламська республіка. Діє конституція, схвалена на всенародному референдумі 2-3 грудня 1979 р., з наступними поправками, прийнятими на референдумі 28 липня 1989 р. Нова конституція замінила конституцію 1907 року, ухвалену внаслідок конституційної революції 1905 року, яка визначила Іран як конституційну монархію.

## Огляд
Ісламська революція 1979 року майже не торкнулась державного апарату Ірану. Чисток зазнали лише посадовці на вищих щаблях влади. Зросла й кількість державних службовців: з 20 міністерств і 304 000 чоловік в 1979 році, до 26 міністерств і 850 000 чоловік в 1982 році. В 2004 році кількість державних службовців вже перевищувала мільйон.
Після перемоги Ісламської революції в 1979 році, Хомейні боровся за створення ісламської республіки та консолідував владу серед різних революційних угрупувань. Через конфлікт поглядів різних угрупувань на майбутню політичну систему та через історію домінування закордонних сил (особливо США та Великої Британії) у внутрішньому житті країни, була створена складна та заплутана система, яку деякі оглядачі називають «загальмованою рівногою» (англ. suspended equilibrum).
Характерною рисою стала система балансів і обмежень, завдяки яким жодне із угрупувань не зможе здобути достатньо влади, аби поставити у повну залежність від себе Верховного Лідера, або здобуде повну владу в системі. Однак, ризики посилення певних груп за рахунок інших все одно існують.
Дублювання і розподіл відповідальності дозволяє як стабілізувати режим, так і спричинити внутрішній конфлікт та заблокувати ініціативу. Окрім формально-бюрократичних відносин, велику гроль в політичному житті Ірану мають неформальні відносини як між окремими особами, так і соціальними мережами та угрупуваннями.
Традиція неформальних відносин виникла не в Ісламській Республіці, вона була успадкована від іранської монархії. Наприклад, іранці середнього та вищого класів належали до одного або декількох доврех (перс. دوره — dowreh, коло), які збирали до 20 людей, та зустрічались раз на тиждень (інколи рідше) для обговорення та розв'язання спільних питань. Одна людина могла належати до декількох доврех, а новостворені соціальні мережі ставали каналами для обміну інформацією та координації спільних дій.

## Система влади
Главою держави є Вищий керівник. Він визначає загальну політику країни. Рахбар — верховний головнокомандувач збройними силами Ірану, керівник військової розвідки. Вищий керівник призначає людей на ключові пости в державі: голів судів, керівника поліції і командувачів всіма родами військ, а також шестеро із дванадцяти членів Ради вартових Ісламської Революції. Вищий керівник обирається Асамблеєю експертів і підзвітний їй.
Другою за значимістю посадовою особою в Ірані є президент. Президент є гарантом конституції і главою виконавчої влади. Рішення з ключових питань приймаються тільки після схвалення Вищого керівника. Президент призначає членів Ради міністрів і координує роботу уряду. Десять віце-президентів і 21 міністр уряду затверджуються на посаду парламентом. Хоча президент призначає міністрів оборони та розвідки, кандидатури повинні бути заздалегідь схвалені Вищим керівником. Президент обирається прямим всенародним голосуванням на чотирирічний термін. Кандидати в президенти повинні бути попередньо схвалені Радою вартових.
Законодавча влада представлена однопалатним парламентом — Меджлісом (перс. مجلس شورای اسلام — «Ісламська консультативна рада»). Верхня палата була розформована після революції у 1979 році. Меджліс складається з 290 членів, що обираються всенародним голосуванням на чотирирічний термін. До обов'язків парламенту входить розробка законопроєктів, ратифікація міжнародних договорів та складання бюджету. Усі кандидати у депутати Меджлісу також затверджуються Радою вартових.
Рада вартових Конституції Ірану складається з 12 членів, 6 з яких призначає Вищий керівник. Решта 6 членів призначаються парламентом за поданням голови Верховного суду. Рада вартових стверджує кандидатів на ключові пости, в тому числі кандидатів у президенти, члени уряду і парламенту. Основний обов'язок Ради — перевірка законопроєктів на відповідність ісламському праву. У випадку якщо є розбіжності з шаріатом, законопроєкт відправляється на доопрацювання. Крім того, Рада має право накласти вето на будь-яке рішення Меджлісу.
Рада доцільності вирішує спірні питання, що виникають між Меджлісом і Радою вартових. Рада доцільності є також дорадчим органом при Вищому керівникові. Голова Ради — колишній президент Ірану Алі Акбар Хашемі Рафсанджані — особистий радник рахбар.
Рада експертів складається з 86 представників ісламського духовенства і збирається на тиждень кожен рік. Рада експертів обирає Вищого керівника і має право змістити його з посади у будь-який час (хоча такого прецеденту ще не було: нинішній Вищій керівник, Алі Хаменеї — всього другий в історії країни, тоді як перший, Хомейні, помер, будучи ще на посаді). Засідання Ради носять закритий характер. Члени Ради обираються всенародним голосуванням на восьмирічний термін.
Органи місцевого самоврядування присутні в усіх містах і селах Ірану і обираються всенародним голосуванням на чотирирічний термін. Міські (сільські) ради обирають мера, стежать за роботою чиновницького апарату, відповідають за розвиток освіти, медицини, житлово-комунального господарства та інші побутові питання. Вперше вибори до місцевих рад пройшли в 1999 році. Оскільки діяльність рад носить виключно адміністративно-виконавчий характер, кандидати у члени ради не потребують затвердження Радою експертів.
Судова система складається з Народного суду, займається цивільними і кримінальними справами, і Революційного суду, в компетенцію якого входять особливі злочини, в тому числі проти держави. Вердикт Революційного суду не підлягає апеляції. Крім того, існує Особливий духовний суд. Рішення цього суду також не підлягають оскарженню, він діє окремо від загальної судової системи. Вищою інстанцією Духовного суду є рахбар. Він також призначає і голів Народного та Революційного судів.

### Військова частина виконавчої влади
Військова частина виконавчої гілки влади в Ірані складається з:
- Армія Ісламської республіки Іран
- Корпус вартових Ісламської революції
- Басидж (ополчення)